# Debbie Armstrong
Pour les articles homonymes, voir Armstrong.
Debbie Armstrong, née le 6 décembre 1963 à Salem (Oregon), est une ancienne skieuse alpine américaine, originaire de Seattle.

## Palmarès

### Jeux olympiques
| Édition / Épreuve | Descente | Super G                          | Slalom géant | Slalom | Combiné                          |
| ----------------- | -------- | -------------------------------- | ------------ | ------ | -------------------------------- |
| JO 1984 Sarajevo  | 21e      | Épreuve inexistante à cette date | Or           | —      | Épreuve inexistante à cette date |
| JO 1988 Calgary   | —        | 18e                              | 13e          | —      | —                                |

### Championnats du monde
| Édition / Épreuve           | Descente | Super G                          | Slalom géant | Slalom | Combiné |
| --------------------------- | -------- | -------------------------------- | ------------ | ------ | ------- |
| Mondiaux 1985 Bormio        | 23e      | Épreuve inexistante à cette date | 4e           | —      | Abandon |
| Mondiaux 1987 Crans-Montana | 13e      | 6e                               | 17e          | —      | —       |

### Coupe du monde
- Meilleur résultat au classement général : 20e en 1985

| Année/Classement | Général | Général | Descente | Descente | Super-G | Super-G | Géant  | Géant  | Combiné | Combiné |
| Année/Classement | Class.  | Points  | Class.   | Points   | Class.  | Points  | Class. | Points | Class.  | Points  |
| ---------------- | ------- | ------- | -------- | -------- | ------- | ------- | ------ | ------ | ------- | ------- |
| 1983             | 33e     | 41      | 19e      | 22       | -       | -       | 26e    | 9      | 20e     | 10      |
| 1984             | 24e     | 55      | 37e      | 3        | -       | -       | 12e    | 33     | 15e     | 19      |
| 1985             | 20e     | 62      | 23e      | 16       | -       | -       | 16e    | 41     | 19e     | 8       |
| 1986             | 35e     | 47      | 21e      | 20       | 20e     | 12      | -      | -      | 17e     | 15      |
| 1987             | 22e     | 51      | 12e      | 26       | 20e     | 9       | 18e    | 16     | -       | -       |
| 1988             | 94e     | 1       | -        | -        | -       | -       | 32e    | 1      | -       | -       |